# BBC News Online
Pour un article plus général, voir BBC News.
BBC News Online est le site web de BBC News, la division de la BBC responsable de la collecte et de la production d'informations. C'est l'un des sites d'information les plus populaires, avec 1,2 milliard de visites en avril 2021, et il est utilisé par 60 % des internautes britanniques pour s'informer.

## Historique
Le site a été lancé le 4 novembre 1997, sous la direction du rédacteur en chef fondateur Mike Smartt et du directeur de projet Bob Eggington. L'équipe éditoriale élargie a été constituée à partir de la BBC, de la presse écrite et de certains sites en ligne. 

## Description
Le site Web contient des informations internationales, ainsi que des informations britanniques, de divertissement, scientifiques et politiques. De nombreux reportages sont accompagnés d'audio et de vidéo provenant des services d'information télévisés et radiophoniques de la BBC. Les derniers bulletins télévisés et radiophoniques sont également disponibles pour être visionnés ou écoutés sur le site, de même que d'autres programmes d'actualité.
BBC News Online est étroitement lié au site web de son département frère, BBC Sport. Les deux sites suivent une présentation et des options de contenu similaires et les journalistes respectifs travaillent l'un avec l'autre. Les informations de localisation fournies par les utilisateurs sont également partagées avec le site web de BBC Weather pour fournir un contenu local.

## Distinction
De 1998 à 2001, le site a été nommé meilleur site d'information aux BAFTA Interactive Entertainment Awards, lorsque la catégorie a été supprimée. Il a déjà remporté le prix du jury et le prix People's Voice du meilleur site d'information lors des Webby Awards annuels. 

### Sources primaires (BBC)
1. ↑  (en) « New data shows BBC is the world's most visited news site », sur BBC News, 15 juin 2021 (consulté le 23 octobre 2022) : « The BBC's online news brands .. came in first place with a combined 1.2 billion website visits in April 2021. »
2. ↑  (en) « Webbys: BBC News website wins People's Voice news award », sur BBC News, 1er mai 2012